# Margus Tsahkna
Margus Tsahkna (Tartu, 13 aprile 1977) è un politico estone.

## Biografia
È nato a Tartu il 13 aprile 1977 e dopo aver completato gli studi secondari nella stessa città ha studiato teologia e giurisprudenza all'Università di Tartu dal 1996 al 2002 e poi diritto internazionale presso l'Università di Toronto dal 1999 al 2000.
Nel 2000 si è unito all'Unione della Patria e Res Publica (IRL), di cui è stato segretario politico, poi segretario generale dal 2007 al 2010 ed infine leader dal 2015 al 2017. Con IRL è stato eletto al Consiglio comunale di Tartu nel 2001 e poi al Riigikogu nel 2007.
Successivamente è stato Ministro della protezione sociale dal 2015 al 2016 e Ministro della difesa dal 2016 al 2017.
Nel 2018 ha annunciato l'intenzione di lasciare l'IRL per unirsi ad Estonia 200, di cui è divenuto leader nel 2023. Sempre nel 2023 si è candidato alle elezioni parlamentari, non risultando eletto, ed è stato nominato Ministro degli affari esteri nel terzo governo di Kaja Kallas il 17 aprile 2023. Si è candidato anche alle elezioni europee del 2024, ottenendo 1416 preferenze e non risultando eletto.
Il 23 luglio 2024 viene riconfermato nel governo di Kristen Michal.